# Oklahoma City Thunder
De Oklahoma City Thunder is een Amerikaanse basketbalploeg uit Oklahoma City, Oklahoma en spelen in de NBA (Northwest Division, Western Conference). Het thuishonk van de Thunder is de Paycom Center. Voor het jaar 2008 was de naam van dit team de Seattle SuperSonics, maar na een schikking tussen eigenaar Clayton Bennett en het stadsbestuur van Seattle werd de blokkade voor een vertrek naar Oklahoma opgeheven. De naam werd veranderd in Oklahoma City Thunder. Het voormalige SuperSonics plaatste zich 22 keer voor de NBA-play-offs, de Thunder heeft zich tot nu toe drie keer voor de play-offs geplaatst. In 2010 waren de Los Angeles Lakers in de eerste ronde te sterk. In 2011 reikte de club tot de conference finale, waarin de latere kampioen Dallas Mavericks te sterk was. In 2012 verloren de Thunder in de NBA Finals van Miami Heat met 1-4. De Thunder is het enige team uit een grote Amerikaanse sportcompetitie van de Verenigde Staten en Canada in Oklahoma.
Bekende voormalige spelers zijn onder anderen Russell Westbrook en Kevin Durant.
De SuperSonics kwalificeerde zich 22 keer voor de NBA-play-offs, waarbij ze hun divisie zes keer wonnen en naast een finaleplaats in 1996 het kampioenschap wonnen in 1979. In Oklahoma City kwalificeerde de Thunder zich voor het eerst in het seizoen 2009-2010 voor de play-offs. In het daaropvolgende seizoen wonnen ze de divisietitel.
In 2021 zette de Thunder twee negatieve NBA records neer. Zo werd met een recordscore van 152-79 verloren bij de Memphis Grizzlies. Tegen de Indiana Pacers werd eerder dat jaar met 95-152 de grootste thuisnederlaag ooit geleden. In 2025 behaalde de Thunders de NBA-finale met Indiana Pacers als tegenstander. Na zes wedstrijden stond het 3-3 en kwam het aan op een beslissende zevende wedstrijd. Oklahoma City Thunder won de NBA door in de zevende wedstrijd in eigen huis, in de Paycom Center, met 91–103 te winnen.

## Erelijst
- NBA Champions  (2x): 1979, 2025

- Western Conference Champions  (4x): 1978, 1979, 1996, 2012, 2025

- Northwest Division Champions  (13x) : 1979, 1994, 1996, 1997, 1998, 2005, 2011, 2012, 2013, 2014, 2016, 2024, 2025